# Constantin Georgian
Constantin Georgian (n. 1850 – d. 1904) a fost un latinist și orientalist român, fiind fondatorul studiilor orientale din România.

## Biografie
Constantin Georgian s-a născut în anul 1850. A studiat limba latină la Collège de France și la École des Hautes Études din Paris, iar din anul 1872 a devenit unul dintre primii studenți români care au început studiul limbilor orientale (sanscrita, persana) sub îndrumarea celor mai versați profesori de la Paris. A fost ales ca membru al Societății de lingvistică din Paris (1875).
A urmat apoi studii postuniversitare la Leipzig. Revenit în România, Georgian a primit „doar modestul și regretabilul post de suplinitor al Catedrei de latină al cursului superior de la Seminarul [teologic] «Nifon Mitropolitul»” din Buzău. A tradus mai multe texte indice (Rig Veda, Mahābhārata sau porțiuni din Kālidāsa), fiind autorul primului studiu de istorie comparată a religiilor (deși de mici dimensiuni) intitulat Universalitatea principiilor religiunii creștine (București, 1878).
A fost decorat cu Ordinul Coroana României în grad de Cavaler (1883).
A încetat din viață în anul 1904. În prezent, o stradă din sectorul 2 din București poartă denumirea de Constantin Georgian.

## Lucrări publicate
- Viața și opera lui Sallustiu. These[!] de licenția sustienuta de C. D. Georgianu (născutu în Bucuresci 1850). Bucuresci (Imprimeria Statului), 1872. (23 x 15). XIV–157 p. (Facultatea de Littere și Philosophia din Bucuresci) (II 58567)[2]
- Essai sur le vocalisme roumain, précédé d'une étude historique et critique sur le roumain par C. D. Georgian, Licencié ès Lettres et en philosophie. Élève de l'École des Hautes Études, Membre de la Société de Linguistique de Paris. Bucarest (Typ. Romanul, Charles Goebl), 1876. (23,5 x 16). X + 105 p. (II 58430)[2]
- Universalitatea principiilor religiuni[!] creștine. Studii de religiune-comparată. Citit cu ocaziunea serbări[!] patronilor Seminarului Central din București, la 30 Ianuarie 1878. Dă C. D. Georgian, Doctor în filozofie, membru al socieăței dă limbistică, dă la Paris, profesor la Seminaru din București și elev al Școalei des hautes études de Paris. București (Tip. Curți[!], proprietar F. Göbl), 1878. (23 x 15). 32 p. (II 53680)[2]
- Indicatorul alfabetic al legei timbrului și înregistrărei, dupe modificațiuni de C. D. Georgeanu. Bucuresci (Typ. Curții), 1877, 12°. 79 p. 1 leu. (RR, 1(1879), nr. 6, iun., p. 58 ; Popescu G. Siese ani, p. 24)[2]
- Statua lui Michaiu Vitézul și alte poesii. Bucuresci, 1875 – împreună cu Petru Ilieșiu.[2]

#### Ediții critice
- Opere asiatice inedite. Paris–Leipzig–Berlin–București, 1872–1904 (Partea I), ediție științifică și critică, monografie introductivă, note și bibliografie de Eugen Ciurtin, 2017.[3]
- Opere asiatice inedite. Paris–Leipzig–Berlin–București, 1872–1904 (Partea a II-a), ediție științifică și critică de Eugen Ciurtin, Institutul de istorie a religiilor, col. Studii și documente de istorie a religiilor vol. 3, București, 2018.
- Opere asiatice inedite. Paris–Leipzig–Berlin–București, 1872–1904 (Partea a III-a și Epilog), ediție științifică și critică de Eugen Ciurtin, Institutul de istorie a religiilor – Editura Astra Museum, col. Studii și documente de istorie a religiilor, vol. 4, București–Sibiu, 2019